# Черіковський Микола Васильович
Черіко́вський Мико́ла Васи́льович (8 листопада 1836 р. — 27 листопада 1900 р., м. Київ) — визначний інженер, науковець, винахідник, директор Смілянського цукрового заводу, директор (куратор) Смілянських технічних класів — першого навчального закладу для підготовки фахівців цукрової промисловості.

## Біографія
Народився 8 листопада 1836 року. Даних про родину і соціальне походження Миколи Черіковського не збереглося, проте існують припущення про його недворянське походження.

### Освіта
У 1850 році (за іншими даними — у 1855) Микола Черіковський вступив на Механічне відділення Петербурзького технологічного інституту, який завершив через п'ять років із відзнакою за успіхи у науках — Золотою медаллю, та отримавши звання інженера.
В цей же час на фізико-математичному факультеті Петербурзького педагогічного інституту навчався, а пізніше викладав у Технологічному інституті Дмитро Менделєєв. Цілком можливо, Черіковський і Менделєєв були добре знайомі, тому що пізніше Менделєєв на прохання Черіковського клопотав перед імператором про згоду на відкриття у Смілі навчального закладу (малоймовірно, що знаменитий вчений імперії сам вирішив, що в Україні потрібно створити такий заклад, і клопотав за це перед царем…). [джерело?]

### Інженерна діяльність
Після закінчення навчання Микола Черіковський працював інженером на цукрових заводах України. У 1855 (за іншими даними — 1860) вступив на службу до відомого українського цукрозаводчика і мецената графа Олексія Бобринського. Спочатку працював інженером і помічником директора Балаклійського буряково-цукрового заводу. У серпні 1860 року указом графа Бобринського призначений директором Смілянського рафінадного заводу, яким керував 40 років. За цей рас кількість працівників заводу зросла від 300 до 1000, а продуктивність — з 4000 до 19000 тон на рік.
Новітні на той час способи виробництва цукру, розроблені Черіковським, збагатили не тільки підприємство графів Бобринських, а і цукрову промисловість України і світу.
Цукрові заводи графів Бобринських, зокрема Смілянський завод, для свого часу були взірцем науково-технічного прогресу. Значна увага приділялась підготовці фахівців. 24 фахівця цих заводів стали директорами або самостійними підприємцями. Смілянський та Балакліївський заводи стали базою розвитку цукрової промисловості в Україні та практичною школою цукроваріння для заводів Російської імперії.

### Освітня і просвітительська діяльність. Заснування Смілянських технічних класів
На завод до Черіковського приїздили на підвищення кваліфікації фахівці інших цукрових заводів.
У 1874 році Черіковський на базі заводу створив класи для неповнолітніх робітників, у 1882 — двокласне училище.
Попит на цукор зростав, заводи будувались, новітнє на той час обладнання експортувалося з Європейських країн. А фахівців, які могли би спроектувати завод, керувати складними процесами, змонтувати та підтримувати роботу обладнання катастрофічно не вистачало. Тому Черіковський ставить перед графом Бобринським питання про підготовку фахівців як єдину умову майбутнього процвітання його цукрового бізнесу.
Перепоною для відкриття повноцінного навчального закладу були бюрократичні проблеми — необхідність дозволів від органів державного управління російської імперії. За допомогою Микола Черіковський звернувся до Дмитра Менделєєва та інших провідних вчених та громадських діячів. Дмитро Менделєєв особисто клопотав перед російським царем про відкриття у місті Сміла спеціального навчального закладу — технічних класів для підготовки фахівців-цукровиків. Коли всі організаційні труднощі були пройдені і державний бюрократичний апарат дав згоду на відкриття технічних класів, кращої бази ніж заводське училище Смілянського цукрового заводу годі було шукати. Навчальний заклад — Смілянські технічні класи був створений у 1884 році. Микола Черіковський став їх директором (у деяких джерелах — «попечителем», «куратором»). До викладання він запрошував передових вчених та інженерів, зокрема одногрупників.
За період керівництва Черіковським Смілянськими технічними класами було підготовлено 150 спеціалістів для цукрової промисловості. 96 випускників Технічних класів обіймали керівні посади на 72-х заводах Російської імперії.

### Винахідницька діяльність
- 27.06.1871 року Микола Черіковський зробив доповідь про винайдений ним спосіб відбілювання цукру на «тюрбінах» та виготовлення цукру рафінаду у вигляді плиток. Суть способу полягала в тому, що рафінадна маса розливалась в особливі форми у вигляді жолобків, де охолоджувалась, виймалась через 2-3 години та оброблялась. В результаті отримували клиноподібні плитки рафінадної маси, які вміщували у рафінадні маси для пробілювання, цукор виходив надзвичайно білий. Члени комісії зазначили «Видимая польза нового способа заключается в быстроте самой фабрикации, при которой рафинад завертывается через 6 дней после разливки, т.е. втрое скорее, чем при настоящем порядке работы. Рафинад пробеливается равномернее чем при головчастых формах, выход на 85 % больше» (порівняно з 68 %). «потребители скоро убедятся в выгодности употребляемого сахара в плитках, небольшой вес которых, сравнительно с весом головы, представляется весьма удобным для покупателей, особенно несостоятельных. Работа требует меньше рабочих, меньше помещение, легче осуществляется укупорка продукта и перевозка. Сахар белее и плотнее». 5 грудня 1872 Микола Черіковський отримав привілей на виробництво цукру даним способом[6].
- Спосіб та снаряди для виготовлення рафінаду та пробілювання утфелю. Привілей 1873 року.
- Спосіб рафінування цукру (виробництво рафінаду з цукрового піску), патент Німеччини, 1887.
- Удосконалений спосіб виготовлення рафінованого кристалічного цукру. Привілей 1891 року.
- Спосіб отримання рафінадного утфелю з білого піску та формування рафінаду у вигляді малих головок з рафінадного піску. Привілей 1891 р.

### Участь у виставках із власними винаходами та науковими розробками
1871. Київська сільськогосподарська виставка.
1873. Лондонська всесвітня виставка харчових продуктів

### Наукові інтереси
Враховуючи те, що у середині 19 сторіччя у науковій літературі було недостатньо даних (або взагалі відсутня інформація) щодо вибору раціональних параметрів процесів харчових, зокрема, цукрових виробництв, а також раціонального вибору технологічного обладнання і режимів його роботи, всім винаходам Миколи Черіковського передувала значна дослідницька робота.
Микола Черіковський досліджував практично всі процеси виробництва цукру:
- Очищення цукру
- Кристалізації цукру
- Центрифугування утфелю
- Формування цукрової маси
- Сушіння цукру
- Подрібнення цукрових форм

Слід звернути увагу, що викладачі Технічних класів, якими керував Микола Черіковський, крім викладацької діяльності, активно займались дослідницькою роботою. Цим Технічні класи були подібні до закладу вищої освіти — університету, який крім освітньої, також виконує наукову (дослідницьку) функцію.

### Нагороди
- 1855 (за іншими даними — 1860). Золота медаль «За успіхи у науках» Петербурзького технологічного інституту.
- 1871. Золота медаль за новий спосіб рафінування цукру, видана Вільним економічним товариством по представленню комітету Київського товариства природознавців на Київській сільськогосподарській виставці.
- 1873. Золота медаль Лондонської всесвітньої виставки харчових продуктів.
- 1894. Смілянські технічні класи отримали Золоту медаль на російській гігієнічній виставці.
- 1897. Смілянські технічні класи отримали Золоту медаль на Київській сільськогосподарській виставці за презентацію власної експозиції.
- 2.06.1889 року за поданням Міністерства народної освіти, за «особое внимание по улучшению матеріального благосостояния рабочих Смелянского рафінадного завода и их нравственности» Микола Черіковський нагороджений Золотою медаллю «За усердие» на Володимирській стрічці.
- 5.10.1890, за поданням міністра народної освіти за «працю над кураторством над Технічними класами» Микола Черіковський нагороджений Золотою медаллю «За усердие» на Андріївській стрічці.
- 1895 року М. В. Черіковський за корисну діяльність на ниві промисловості та народної освіти був нагороджений орденом Святого Станіслава ІІІ ступеня.

У березні 1900 року, за клопотанням колишніх вихованців Смілянських технічних класів, Рада Київського відділення російського технічного товариства запровадила премію імені М. В. Черіковського для заохочення кращих учнів навчального закладу.

### Останні роки життя
Восени 1900 року Микола Васильович приїхав до Києва на лікування. 27 листопада М. В. Черіковського не стало. Відспівували Миколу Черіковського у київському Володимирському соборі, поховали у власному маєтку у селі Троїцьке Верхньодніпровського повіту Катеринославської губернії.

### Згадки сучасників Миколи Черіковського
Сучасники — друзі і колеги згадували Миколу Черіковського такими словами: «Ти створив величезну справу, яка притягла до себе усе місцеве життя, біля якої кормилось тисяча народу… Ти думав не тільки про сьогодення … ти думав про людей майбутнього і зробив для них все, що міг», а також «І довго, можливо не одне століття, у весь час свого існування вона (школа) буде говорити про тебе».

## Публікації
Чериковский Н. В. (1896). Производство сахара на сахарных заводах графов Бобринских Киевской губернии". Часть І. Общий обзор и рафинадное дело. Київ.
(1887). Описание изобретенного инженер-технологом Николаем Васильевичем Чериковским упрощенного и ускоренного способа приготовления рафинированного кристаллического сахара в виде белой плотной массы в разнообразных формах, как то: в виде малых конических голов, прямоугольных пластин, бюстов, фігур и тому подобн.; при чем маса получаемого рафинаду по качеству совершенно тождественна по качеству с приготовляемой по обыкновенному старому способу приготовления. Типография Л. Г. Фронцкевича. Київ.
(1871). Новый способ отбеливания сахара на тюрбинах и получение рафинадов в виде плиток Н. В. Чериковского.
(1871). Прибавление к докладу "О новом способе отбелки сахара и приготовлении рафинада в виде плиток. Записки ИРТО по свеклосахарной промышленности. Т.1.Київ, С. 433—434

## Продовження справи Миколи Черіковського
Смілянські технічні класи, засновані Миколою Черіковським, згодом підвищили свій статус. У 1917 Класи реорганізовано у Середнє хіміко-технічне училище, у 1921 — технікум цукрової промисловості, у 1929 — у Смілянський інститут цукрової промисловості. У всіх цих установах здійснювалася підготовка фахівців механіків і технологів для цукрової промисловості, а викладачі крім навчальної роботи займались науковими дослідженнями процесів і обладнання цукрових виробництв.
Випускник Смілянських технічних класів Іван Кухаренко у 1922 році на базі Київського політехнічного інституту створив науково-дослідну кафедру сільськогосподарських виробництв, на якій досліджувались процеси кристалізації цукру, дифузії, сатурації та були видані перші підручники для підготовки інженерів-механіків, а також вперше залучено студентів до науково-дослідної роботи у напрямі удосконалення процесів і обладнання.
Випускники Класів (зокрема, Іван Кухаренко [3, 5]) створили навчальну і наукову бази для підготовки фахівців у галузі харчової науки в інших університетах.
У 1929 році Смілянський інститут цукрової промисловості переводиться до Києва, де на його базі, із залученням деяких інших навчальних закладів, у 1930 році створюється Київський технологічний інуктитут цукрової промисловості, нині це Національний університет харчових технологій.
При цьому у місті Сміла продовжив свою роботу технікум цукрової промисловості, нині — Смілянський коледж харчової промисловості.
Жодна із згаданих установ для підготовки фахівців харчової (зокрема, цукрової) промисловості не була створена «з нуля». Освітні, наукові та організаційні традиції формувались поступово, починаючи від вступу Миколи Черіковського на Механічне відділення Петербурзького Технологічного інституту і закінчуючи сучасним Національним університетом харчових технологій та його кафедрами.